# Mercedes-Benz W121 BII
De Mercedes-Benz W121 BII serie werd geproduceerd van 1955 tot 1963 en verkocht als Mercedes-Benz 190 SL. In totaal werden er zo'n 25.881 exemplaren gemaakt. De R121 werd geïntroduceerd in 1955 om een betaalbare versie van de legendarische 300SL (R198) te kunnen leveren en werd opgevolgd door de Pagode SL W113 in 1963.
In 1953 werden de eerste studies uitgevoerd voor een open versie van de 180 Ponton sedan, met twee- of vier-zitplaatsen. De Mercedes-Benz 190SL is dan ook technisch gebaseerd op de sedan van de W121-serie, het zogenaamde "pontonmodel". Om de 190SL te onderscheiden van het pontonmodel 190, werd de fabriekscode W121 aangevuld met de toevoeging B2 (voor serie II), zodat de juiste interne aanduiding W121B2 is. Op basis van de latere interne nummering van de SL-modellen met de afkorting R (voor Roadsters, bijvoorbeeld de serie 107), wordt de 190SL soms ook de aanduiding R121 gebruikt. De 190SL was uitsluitend met een 1,9-liter viercilinder lijn benzinemotor (M121) beschikbaar, deze leverde, voorzien van dubbele carburateurs, af fabriek ongeveer 77kW (105pk).
De 190SL leek veel op zijn "grote broer", de 300SL "Gullwing", maar onder andere de motor prestaties waren aanzienlijk lager dan die van de 300SL, die een direct ingespoten  3 liter zescilinder lijnmotor met 158kW (215pk) had. Daimler-Benz beschreef de 190SL in de brochures daarom als een "toerwagen" en niet als sportwagen. 
De 190 SL werd in volgende drie varianten aangeboden:
- Vanaf 05-1955 roadster met softtop (BM121.042)
- Vanaf 12-1955 coupé met hardtop (dat wil zeggen zonder softtop en opbergkast) (BM121.040)
- Vanaf 12-1955 coupé met hardtop en softtop (BM121.040)

Het gelijktijdig bestaan van twee verschillende SL-series was uniek in de geschiedenis van Daimler-Benz. Pas sinds de introductie van de SLK-serie zijn er weer twee verschillende roadster-modellen, waardoor de 190SL soms ook wordt beschouwd als de voorganger van de SLK.

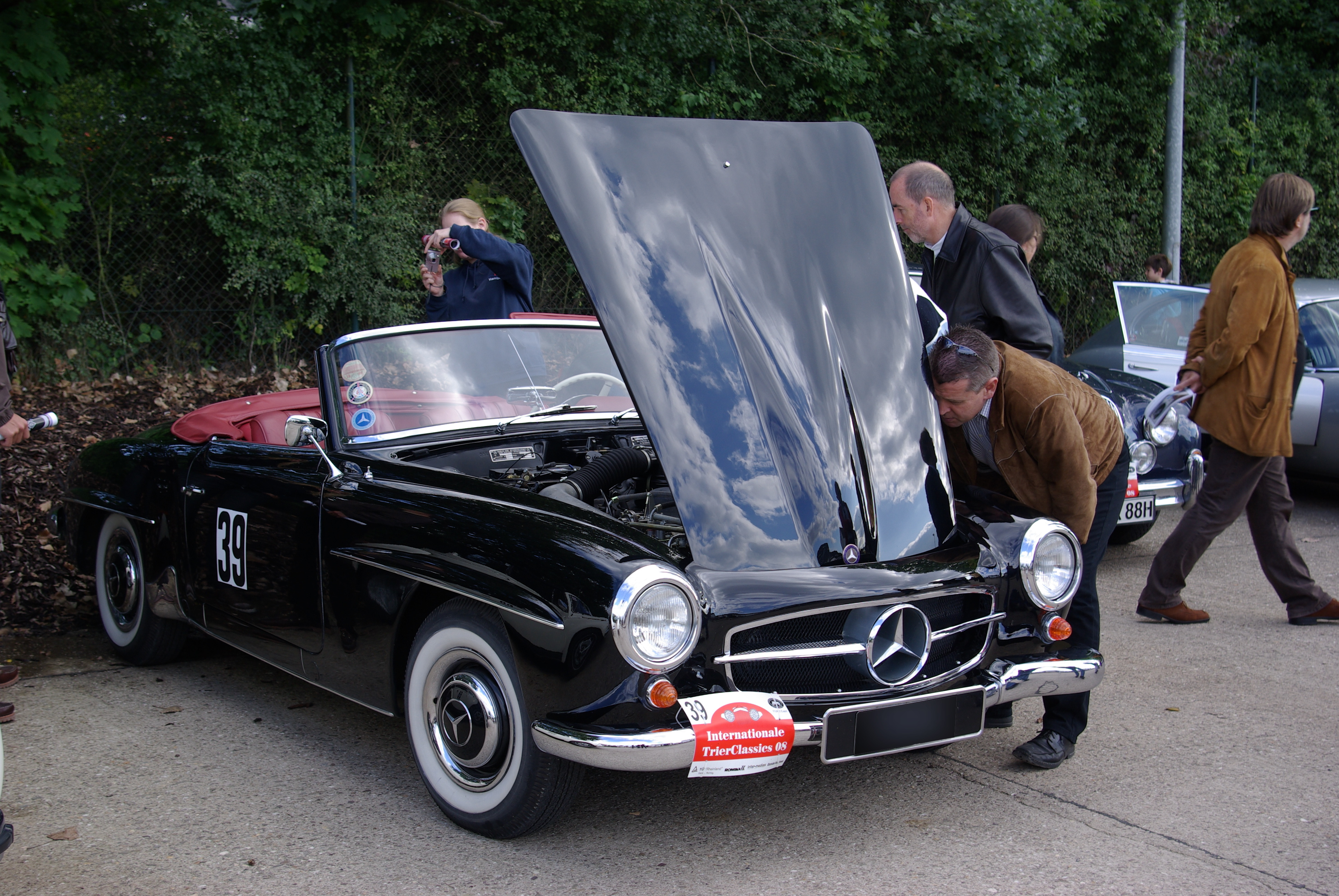
W121 BII Met motorkap open
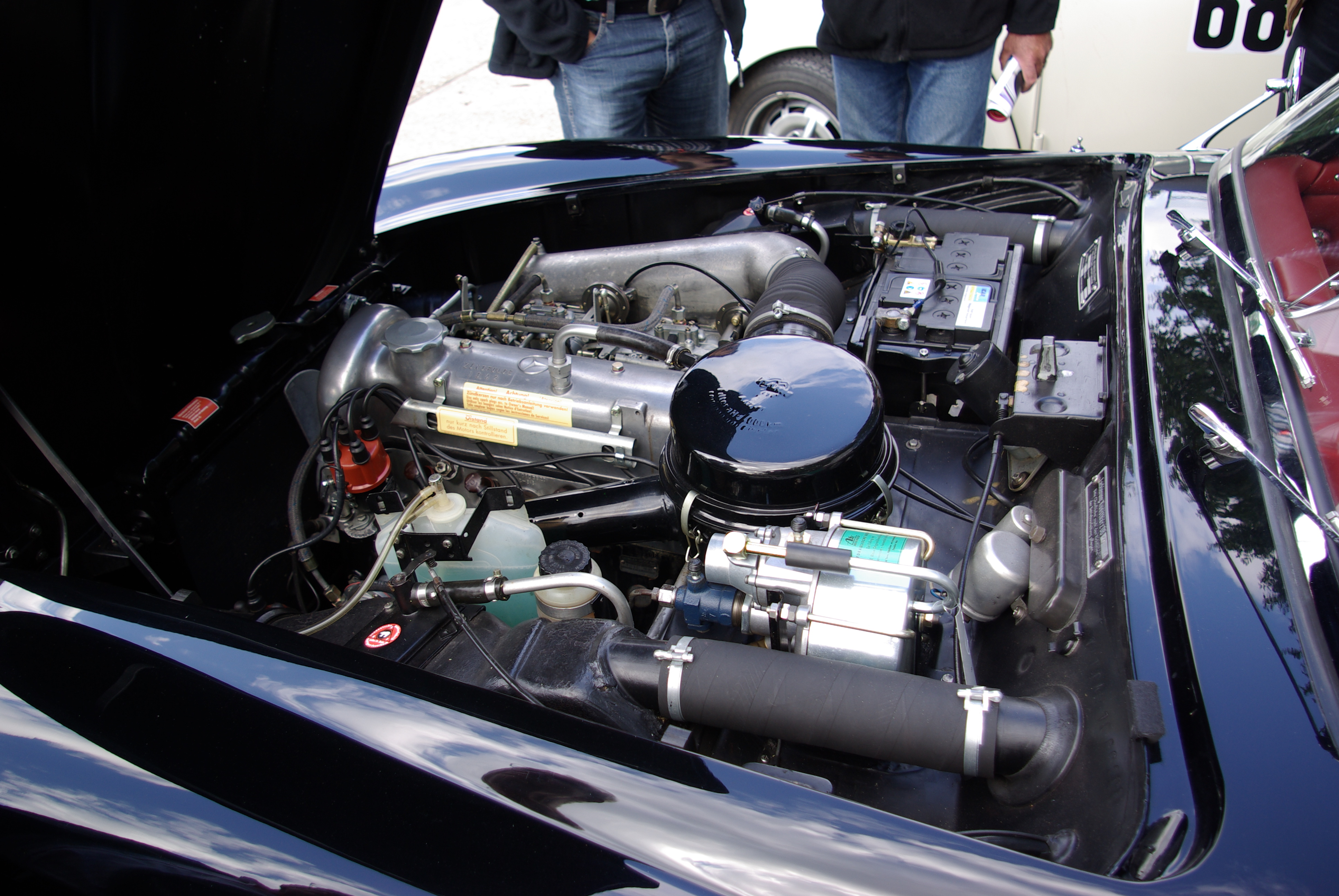
W121 BII Motorruimte

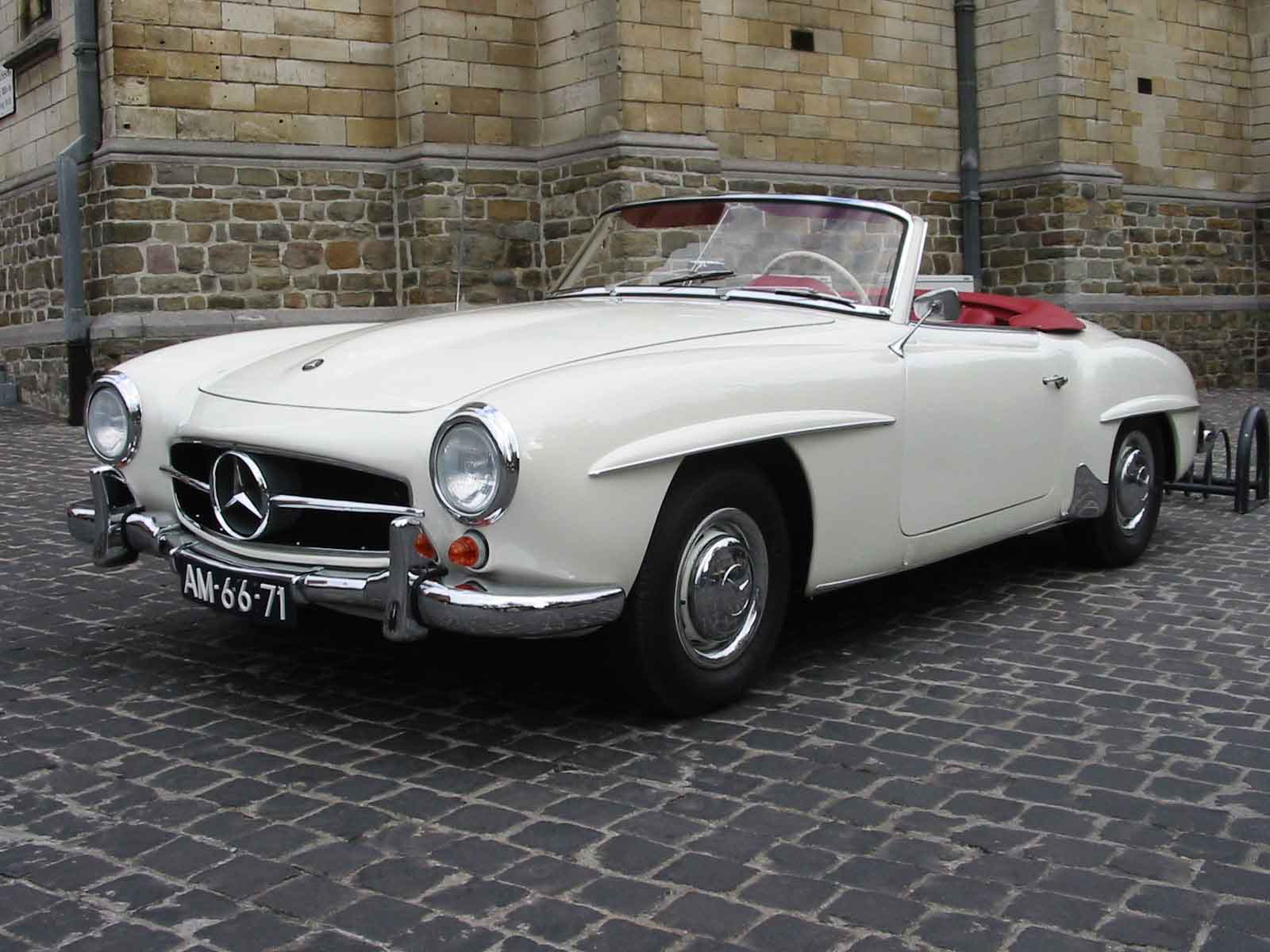
W121 BII 1960 linker vooraanzicht
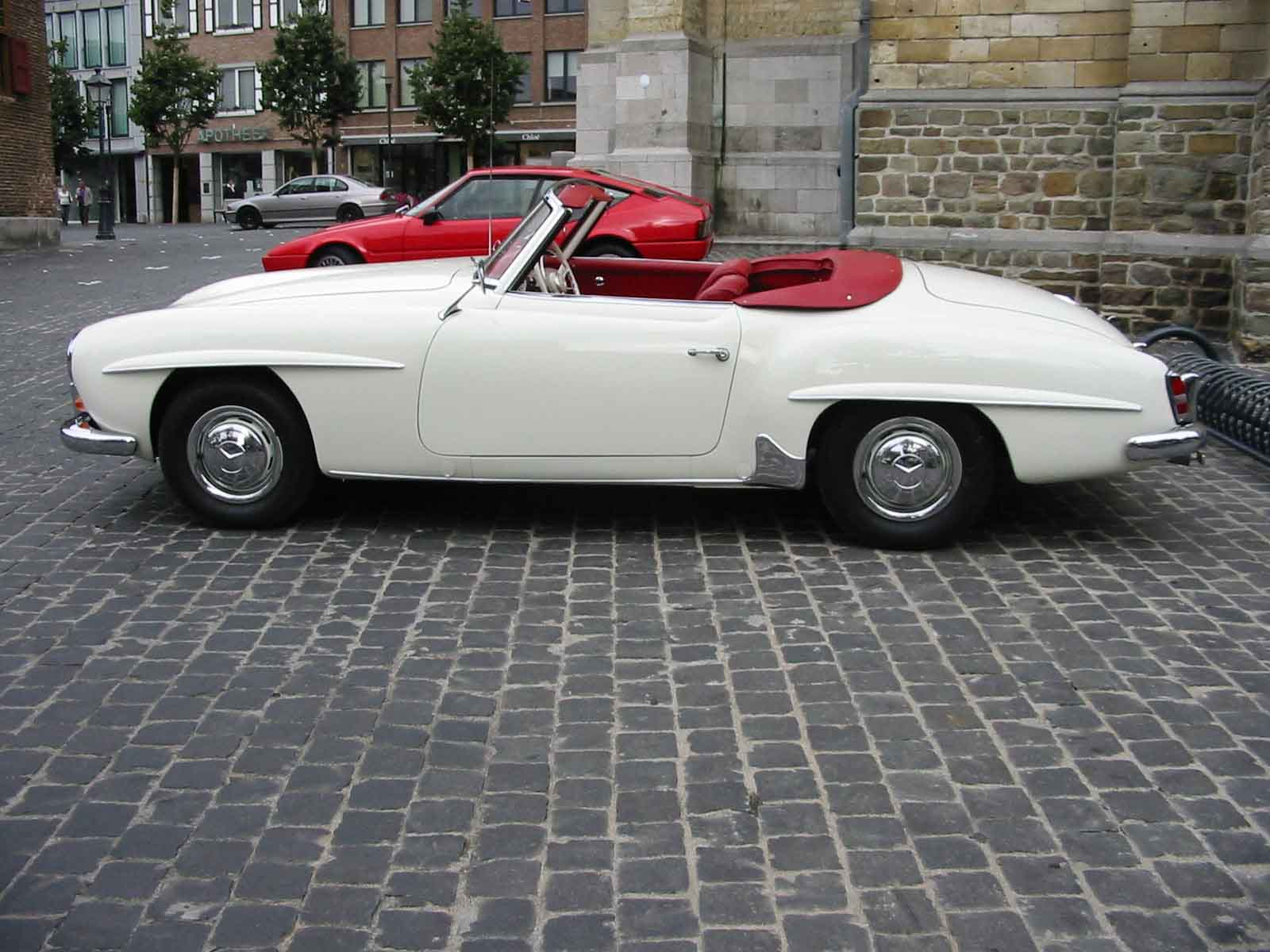
W121 BII 1960 linker zijaanzicht
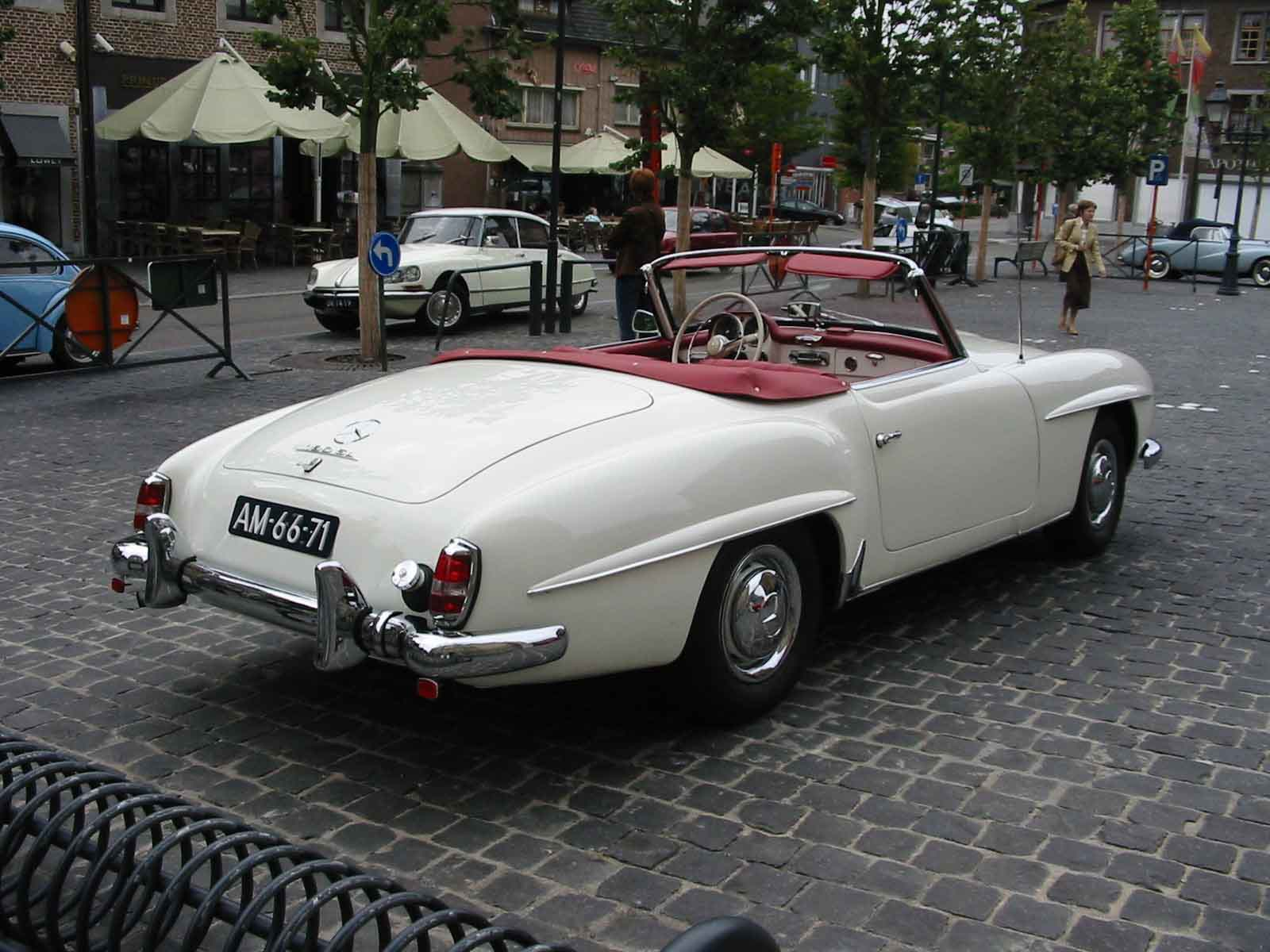
W121 BII 1960 rechter achteraanzicht
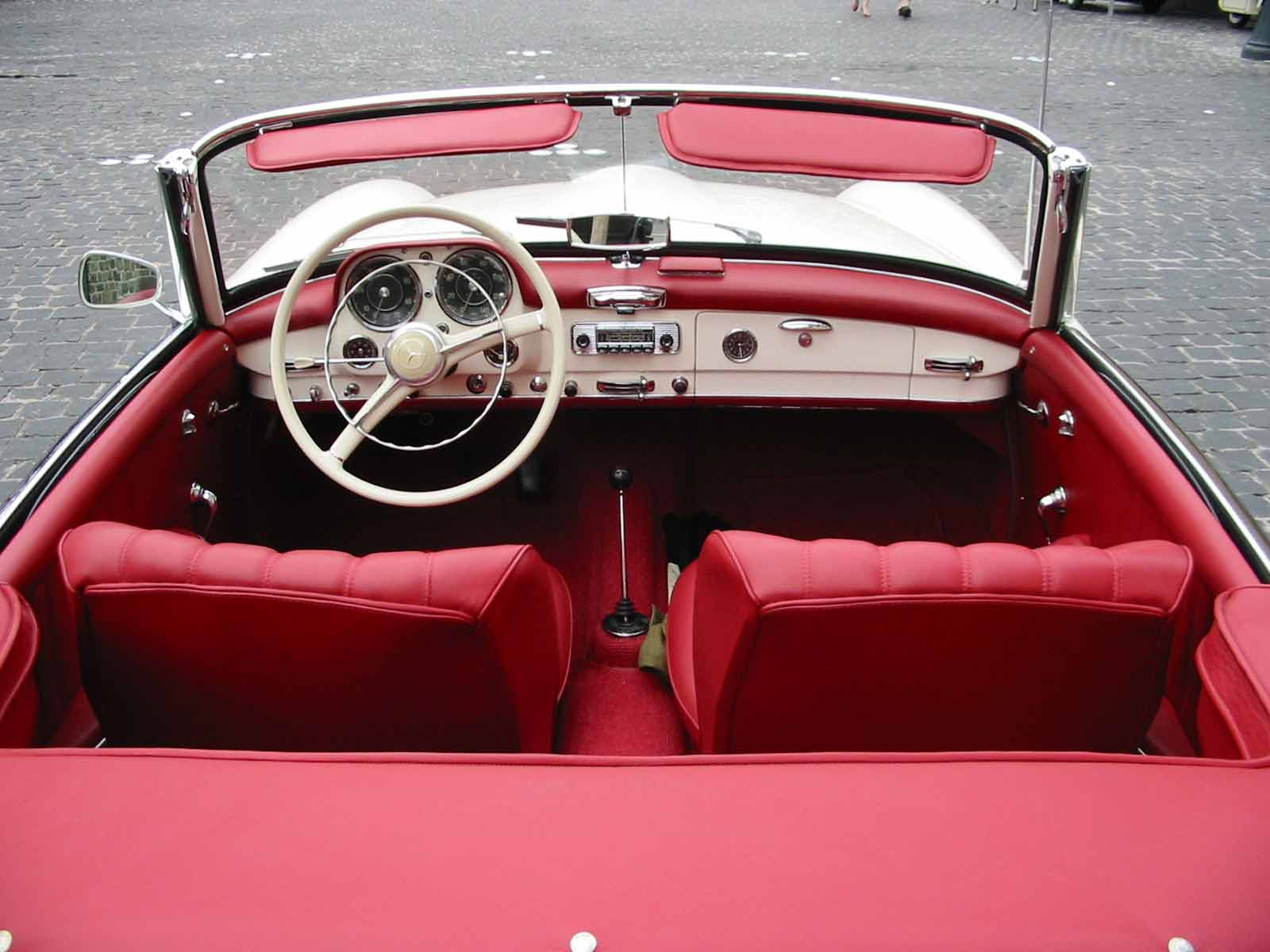
W121 BII 1960 interieur

| Mercedes-Benz                  | 190SL                                                                                    |
| ------------------------------ | ---------------------------------------------------------------------------------------- |
| Productiejaren:                | 1955 - 1963                                                                              |
| Motor:                         | 4 cilinder lijn (viertakt, Ottomotor).                                                   |
| Boring x slag:                 | 85 mm x 83,6 mm                                                                          |
| Cilinderinhoud:                | 1897 cc                                                                                  |
| Max. vermogen @ rpm:           | 77 kW (105pk) @ 5700                                                                     |
| Max. koppel @ rpm:             | 142Nm @ 3200                                                                             |
| Compressieverhouding:          | 8,5: 1 vanaf 09/59 8,8:1                                                                 |
| Brandstoftoevoer:              | dubbele carburateur Solex 44PHH                                                          |
| Brandstoftankinhoud:           | 65 liter                                                                                 |
| Nokkenas:                      | SOHC, duplex kettingaandrijving                                                          |
| Koelsysteem:                   | waterkoeling met waterpomp en radiateur                                                  |
| Versnellingsbak:               | 4-gang handgeschakelde versnellingsbak achterwielaandrijving, overbrengverhouding 3.90:1 |
| Elektrisch systeem:            | 12 volt, met loodaccu en wisselstroomdynamo.                                             |
| Voorwielophanging:             | onafhankelijke wielophanging met schroefveren en stabilisatorstang                       |
| Achterwielophanging:           | pendelas met schroefveren                                                                |
| Remmen:                        | Trommelremmen (Ø 230 mm), met rembekrachtiging                                           |
| Stuurinrichting:               | kogelkringloop                                                                           |
| Carrosserie:                   | zelfdragend plaatstaal                                                                   |
| Leeg gewicht:                  | 1160 kg (hardtop: + 20 kg)                                                               |
| Maximaal gewicht:              | 1400 kg, vanaf 1961 1440 kg                                                              |
| Spoorbreedte voor/achter:      | 1430mm / 1475mm                                                                          |
| Wielbasis:                     | 2400mm                                                                                   |
| Lengte:                        | 4220mm                                                                                   |
| Breedte:                       | 1740mm                                                                                   |
| Hoogte:                        | 1320mm                                                                                   |
| Bandenmaat:                    | 6.40-13 Sport                                                                            |
| Topsnelheid:                   | 171 km/h                                                                                 |
| Brandstofverbruik (gemiddeld): | 8 km/l                                                                                   |